# Via Rodolfo Belenzani
Via Rodolfo Belenzani è una delle vie più importanti della città di Trento. 

## Storia

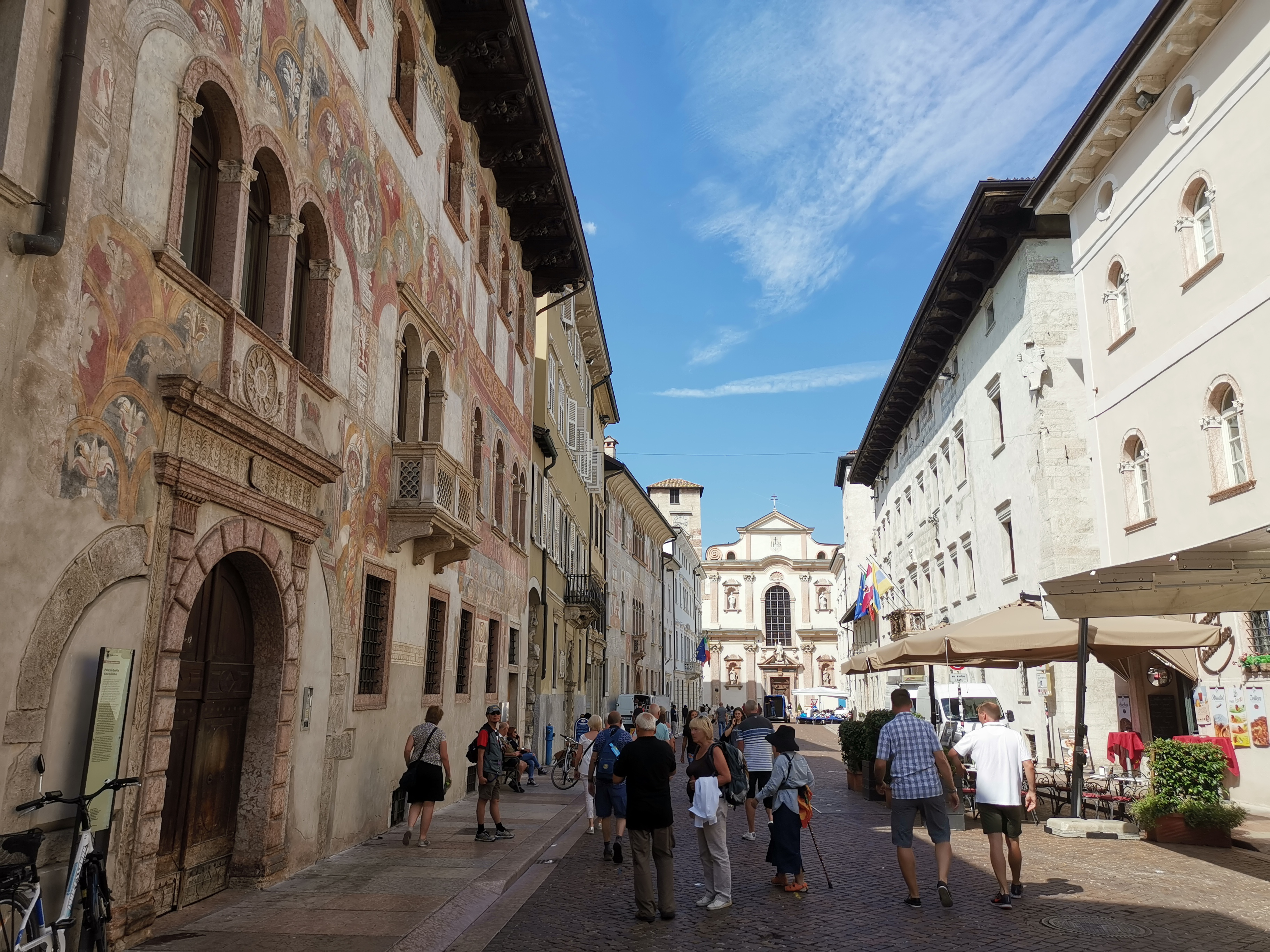
Altro scorcio: in primo piano, Palazzo Quetta - Alberti Colico a sinistra e casa Maffei sulla destra

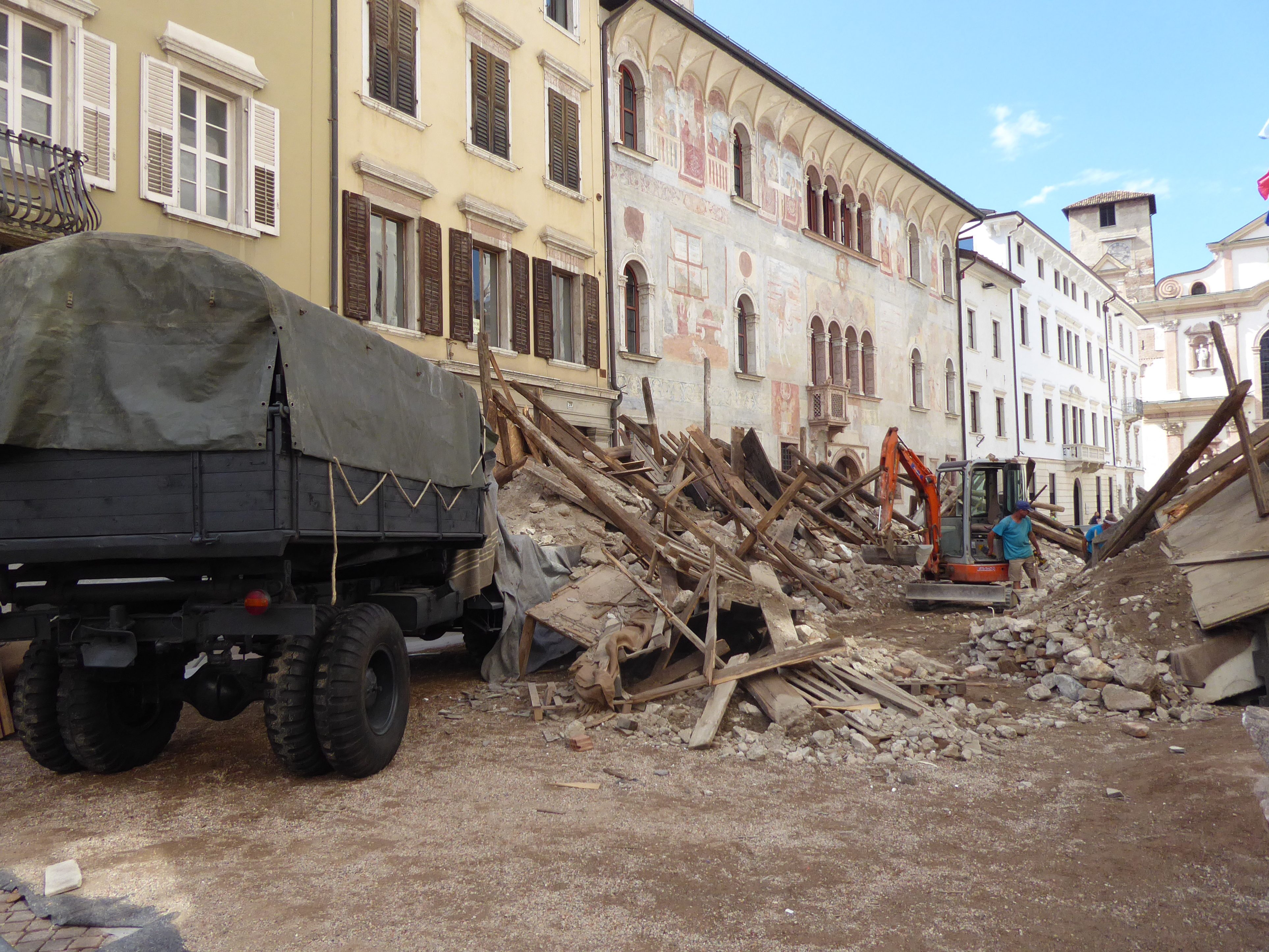
Agosto 2020; la via occupata dal set per le riprese del film biografico Chiara Lubich - L'amore vince tutto

Il più antico nome di questa strada, o almeno di parte di essa, è "contrada degli Scudai"; già nel 1372 è però attestato il nome di "contrada dei Belenzani" (contrada Belenzanorum o Belinzanorum), dal nome della famiglia che abitava nell'odierno Municipio Vecchio, e tra Trecento e Quattrocento si attesta anche il nome "contrada della Piazza (Grande)", in riferimento a piazza Duomo (che peraltro era talvolta chiamata con lo stesso nome).
Nel corso del Quattrocento la via, che prima era stretta e tortuosa, venne allargata: appare così dal 1463 il nome di "contrada Larga", che coesistette con "contrada dei Belenzani" fino almeno al 1584 per poi diventare il nome principale della via fino almeno al 1911. In una pianta del 1915 si trova infine l'intitolazione odierna, che omaggia Rodolfo Belenzani, membro della succitata famiglia che guidò le rivolte popolari di inizio Quattrocento.

## Descrizione

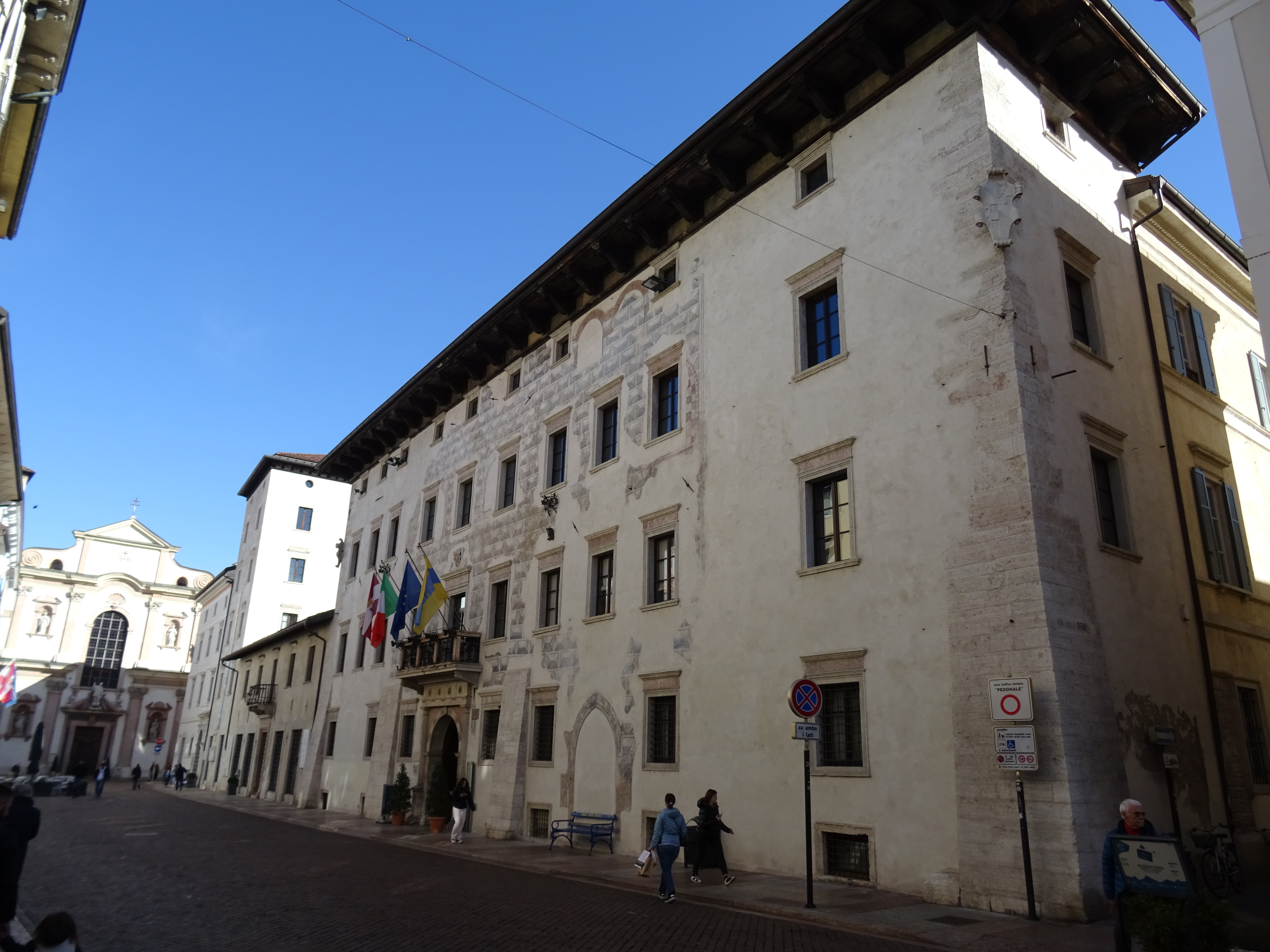
Palazzo Thun, con Torre Mirana in secondo piano

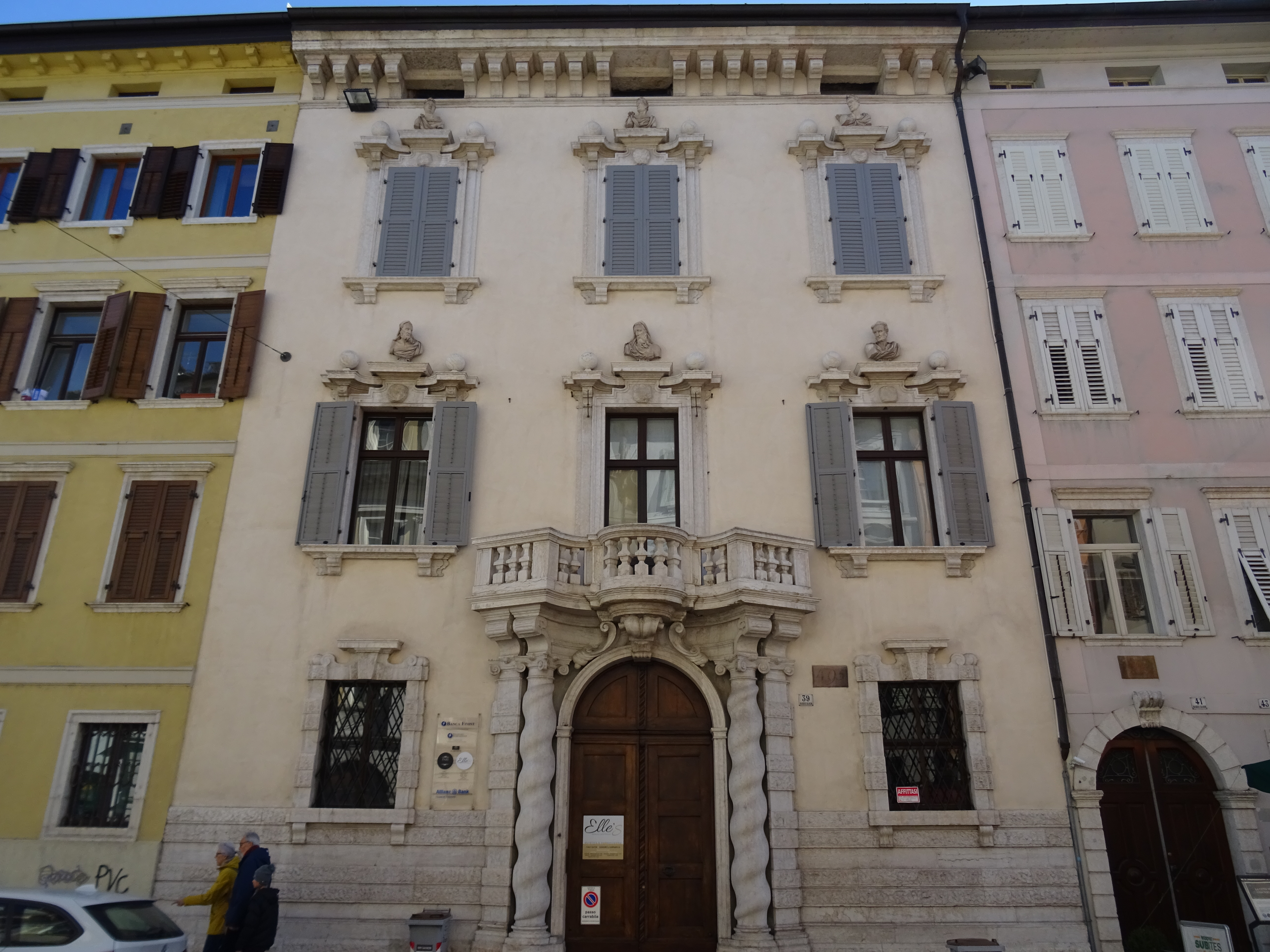
Palazzo Malfatti Ferrari

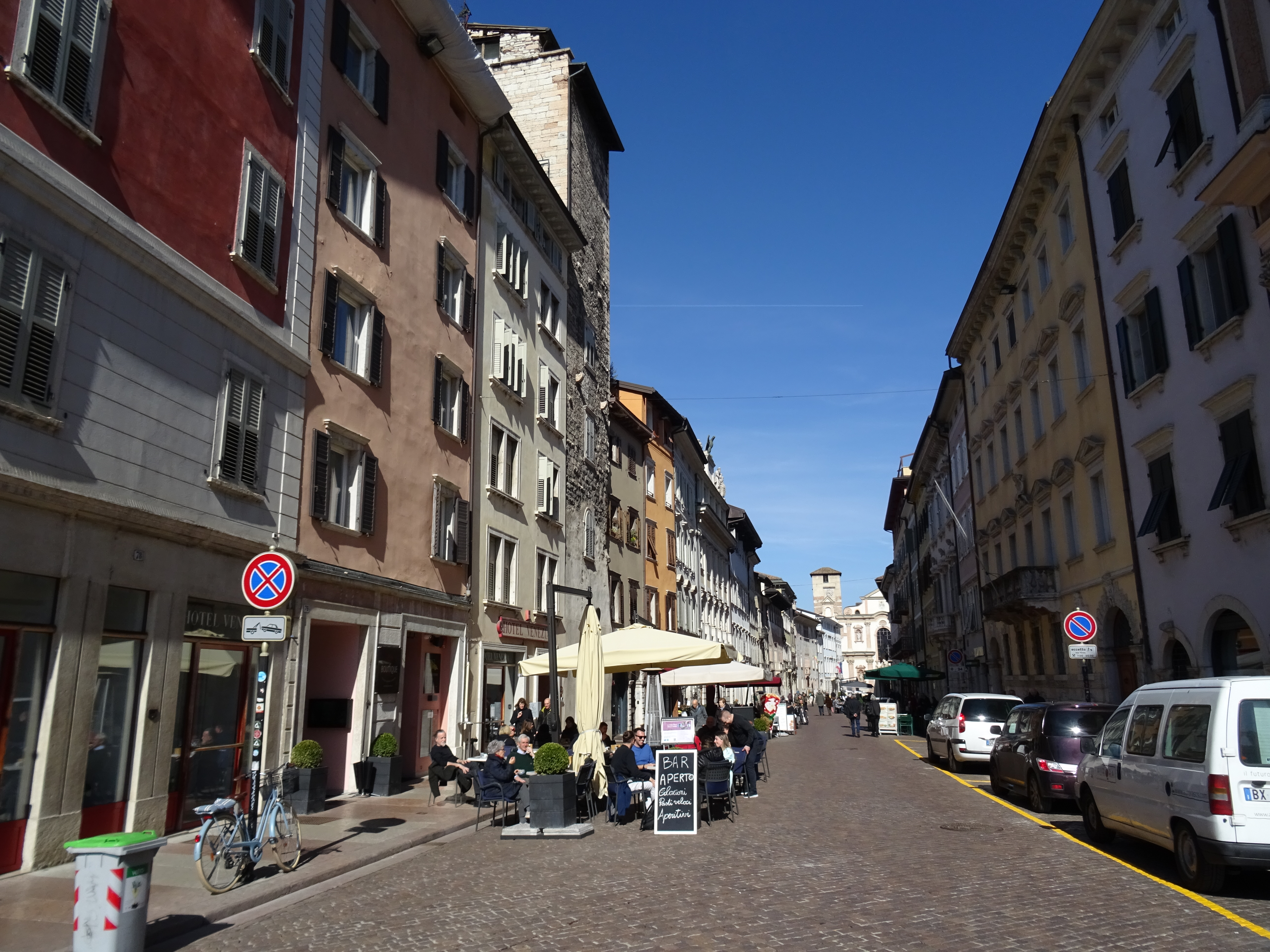
L'imbocco della via da Piazza Duomo; sulla sinistra l'hotel Venezia e la Torre Mozza

La via parte da piazza Duomo e confluisce in via Roma, esattamente di fronte alla chiesa di San Francesco Saverio (i numeri civici corrono in senso inverso). Sul lato orientale della via si trovano l'imbocco di via delle Orne (tra il civico 19 e il civico 21) e quello della galleria Tirrena (all'interno di un fabbricato moderno), mentre sul lato occidentale vi è l'imbocco del vicolo Colico.

### Edifici del lato orientale
- Palazzo Thun (civici 1-19); il palazzo propriamente detto è quello al civico 19, che fu di proprietà della famiglia Thun per quattro secoli dal 1454. È uno dei palazzi gentilizi più importanti della città e presenta tracce di una decorazione ad affresco a finto bugnato. A metà del Cinquecento venne rinnovato e furono accorpate ad esso le strutture ai civici precedenti; venne acquistato dal Comune nel 1873, che vi trasferì la sede del municipio[3]. Del complesso fa parte anche Torre Mirana (civici 5-7), anticamente detta "del Marcolino"[4].
- Casa Maffei (civici 21-25); sulla facciata una targa commemorativa a Gian Domenico Romagnosi.
- Casa Terlago (civico 37); nei sotterranei è stata rinvenuta parte di una domus e del cardo maximus dell'antica Tridentum[5].
- Palazzo Malfatti Ferrari (civico 39): struttura tardo-barocca, con colonne tortili e balcone curvilineo[6].
- Palazzo Malfatti Marzani (civici 47-49), con facciata ornata da mascheroni.
- Chiesa dell'Annunziata (snc); costruita nel 1712-15 e in parte ricostruita dopo i bombardamenti della seconda guerra mondiale; vi è annesso un convento di suore francescane dell'Immacolata[7].

La via termina con uno spicchio di casa Cazuffi, il cui prospetto principale si affaccia su piazza Duomo; all'angolo è posta la fontana dell'Aquila.

### Edifici del lato occidentale
- Palazzo Benvenuti (civici 2-16): nato nel Rinascimento con la fusione di tre preesistenti edifici medievali, prende il nome attuale nell'Ottocento; ospita la sede principale della Banca per il Trentino-Alto Adige[8].
- Casa del Capitolo (civico 18): nel 1540 era di proprietà della famiglia Thun, mentre dal 1740 è documentata l'appartenenza al capitolo della cattedrale; dal 1914 è del Comune[9].
- Palazzo Geremia (civico 20): precoce esempio di architettura rinascimentale trentina, costruito a cavallo tra Quattro e Cinquecento; la facciata è ornata da affreschi a tema storico e morale[10].
- Palazzo Campo (civico 28); all'interno, affresco di periodo gotico quattrocentesco[11]; sulla facciata, targa commemorativa a Cesare Battisti, Damiano Chiesa e Fabio Filzi apposta dall'Associazione Studenti Trentini nel 1920. Sopra al vicolo Colico, che scorre a sud dell'edificio, si trovava l'omonima torre (o "torre da Campo"), di cui resta solo l'imposta di basamento incorporata nel palazzo[12].
- Palazzo Quetta - Alberti Colico (civici 30-32): risultante dall'accorpamento di più edifici medievali, il palazzo è ornato da affreschi cinquecenteschi sovrapposti ad uno strato quattrocentesco[13].
- Palazzo Triangi (civici 44-50); si estende fino a via Cavour; dal 2001 è sede della galleria civica di Trento[14][15][16].
- Municipio vecchio (civici 52-56): già sede del Magistrato Consolare, è un complesso di edifici che si estende tra via Belenzani e via Cavour. Sulla facciata era anticamente presente l'affresco di una scena di decapitazione, tradizionalmente identificata nella vicenda di Rodolfo Belenzani. L'immagine è andata persa con il rifacimento ottocentesco del prospetto, su cui sono state montate quattro statue provenienti dal cortile del castello del Buonconsiglio e l'aquila di San Venceslao, sotto cui si legge il motto Montes argentum mihi dant nomenque tridentum ("I monti mi danno l’argento e il nome di Trento", in riferimento alla tradizionale etimologia del toponimo di Trento)[17][18].
- Torre Mozza (civico 68): costruita nel corso del Duecento[19]. Dal 1922 fa parte del complesso dell'adiacente Hotel Venezia[20].
- Hotel Venezia (civici 70-78): tre edifici, di cui l'ultimo con porticato affacciato su piazza Duomo, riuniti nel complesso alberghiero[21].